# بلاك بيري ستايل
بلاك بيري ستايل (بالإنجليزية: BlackBerry Style)‏ هو هاتف ذكي من بلاك بيري يعمل بنظام بلاك بيري، تم طرحه في الأسواق في 2010.

## الخصائص
- نظام التشغيل: بلاك بيري
- الكاميرا الأمامية: 5 ميجابكسل
- الشاشة: 360×400
- الوزن: 131 غرام